# クレヨンしんちゃん オタケベ!カスカベ野生王国
『クレヨンしんちゃん オタケベ!カスカベ野生王国』（クレヨンしんちゃん オタケベ カスカベやせいおうこく）は、2009年4月18日に公開された『クレヨンしんちゃん』の劇場映画シリーズ17作目。上映時間は96分、興行収入は10億円。

## 概要
本作品から監督が本郷みつるからしぎのあきらに変更された。しぎのあきらが監督した1つ目の作品。
しぎのあきらは義野利幸名義（現在はしぎのあきら名義）で、テレビ放送第一話から絵コンテとして関わっていた。本作の主題歌であるジェロの『やんちゃ道』はシリーズ初の演歌となる。
環境保全が題材になっているが、むしろ環境保護団体の過激な活動への皮肉を描いた作品。今作では野原みさえがメインとなり、母と子の絆をテーマにしている。
原作者である臼井儀人は公開から半年後に亡くなったため、臼井が上映を見届けた最後の作品となった。TVシリーズ初登場時からよしなが先生を演じてきた高田由美と双葉商事の部長を演じてきた郷里大輔が出演する映画としては本作が最後となった。第20作『嵐を呼ぶ!オラと宇宙のプリンセス』以降のよしなが先生は2代目の七緒はるひが、第23作『オラの引越し物語 サボテン大襲撃』以降の部長は2代目の大友龍三郎がそれぞれ演じている。
テレビ朝日開局50周年記念作品。

### その他
予告編ではみさえはライオン、ひろしはカバに変身していた。
作中に東武伊勢崎線が登場するが、登場する車両は東武東上線の東武50000系電車第1編成である（正面非貫通式で、前灯/尾灯のケースが下部にあるのが特徴）。
映画『クレヨンしんちゃん』では10作ぶりに「〜を呼ぶ」のサブタイトルがつかない作品となった。
映画の冒頭で『母をたずねて三千里』（1976年）のパロディがある。また劇中にも『アルプスの少女ハイジ』（1974年）や、『インディ・ジョーンズ』（1981年）、『センター・オブ・ジ・アース』（2008年）などのパロディが登場する。

## あらすじ
ある日の夜、峠を登っていた一台のトラックが謎の女性にライフルで襲撃される。トラックは川に転落し爆発、荷物の一つであるアタッシュケースが流されていく。
しんのすけが住む双葉町では、新しい町長に就任した四膳守（しぜん・まもる）を中心にエコロジー活動が盛んになっていた。ある日、ふたば幼稚園の課外授業で地域の清掃活動に参加していたしんのすけは、河原で謎のアタッシュケースを発見。その中に入っていた不思議な緑色のドリンクを拾い持って帰る。ところがその夜、後で飲もうと冷蔵庫に冷やしておいたドリンクをひろしが飲み、さらにみさえまでも飲んでしまう。すると翌日、二人は徐々に動物のような仕草をとり出すようになり、遂にある日ひろしは鶏、みさえは豹(またはジャガー)に変身してしまった。驚く一家の下に突然ブンベツと名乗る男が率いる謎の集団が現れ、その場にいたかすかべ防衛隊とひろし達を捕える。かすかべ防衛隊の面々は何とか逃げ出すが、ひろしとみさえは謎の集団に連れ去られてしまった。
そんな中、しんのすけとかすかべ防衛隊の面々は謎の集団を追って現れた「ビクトリア」と名乗る女性と出会い、彼女から四膳の正体を知らされる。四膳は実は過激な環境保全組織「Save Keeping Beautiful Earth（通称：SKBE（スケッベ））」のリーダーで、人類を動物に変えることで環境破壊に歯止めをかける計画「人類動物化計画」を進めており、ひろしとみさえが飲んでしまったドリンクは彼がその計画のために開発した人間を動物に変えてしまう「人類動物化ドリンク」だった。そして、一度「人類動物化ドリンク」を飲んで動物になってしまった人間は、自分が人間だった事や人間だった時の記憶をすべて忘れてしまうのだとも。
四膳がひろし達の体から「人類動物化ドリンク」のエキスを取り出そうとしていることを聞かされたしんのすけは、ひろし達を救うべくひまわりとシロ、ビクトリア、うっかり失敗作のドリンクを飲んで半動物化したかすかべ防衛隊と共にSKBEの基地へ向かう。
運良くブンベツを見つけ後をついていくと基地への秘密の入り口を発見。春日部地下の空洞には手付かずの森が広がっておりそこの中心地に基地はあった。動物の力を使いピンチを乗り越えていくかすかべ防衛隊だが、しんのすけが原因で捕まってしまう。四膳の前に連れてこられたかすかべ防衛隊、四膳が事を起こすに経った理由を聞かされるが怪しい大人としか思わず、そしてしんのすけは完全に動物となった両親と対峙する。
豹になったみさえに傷つけられるしんのすけだったがお尻がきっかけでみさえは記憶を取り戻し部屋を脱出、人力発電をさせられていたかすかべ防衛隊を解放した。野原一家はSKEB幹部のマイハシに勝利し、防衛隊は動物の力を駆使し優位に立つ。ビクトリアは先に潜入し捕まっていたが、目を覚まし基地を破壊していく。排水設備が破壊され水流に飲まれるしんのすけ達がたどり着いた先は春日部、そして遂にひろしも記憶を取り戻した。
しかしいつもの春日部は動物で溢れかえっていた。四膳の計画は止まらず住民は全て動物になっており、地下からモニュメントが浮上し四膳との最後の戦いが始まる。四膳は特製ドリンクで怪物に変身し野原一家を追い詰めていく。ついにしんのすけも動物に変身するも優位は変わらず絶体絶命のピンチになるが、シロクマになったひまわりが助けに入り形勢逆転する。
なおも諦めの悪い四膳だったがそこにビクトリアが現れ、彼女の正体が四膳の妻「良子」であった事が知らされる。守が過激な計画を起こした理由は自然を顧みない人類への絶望だけでなく支えとなる筈だった良子の浪費やゴミの分別をしないといった自然を顧みない姿勢であった。夫婦喧嘩の末良子は動物化ドリンクを飲もうとするが、守は愛する妻だけは動物にすることは出来ず、ドリンクを弾き飛ばし謝罪する。四膳夫婦は仲直りし、動物化した人間は一人残らず元に戻り、ひろしは今まで以上に環境を意識し、おばかをするしんのすけが叱られるなどいつもの日常が戻ってきた。

## 登場人物

### TVシリーズからのキャラクター
野原しんのすけ
主人公。ある日地域の清掃活動に参加していた時に謎のドリンク（人類動物化ドリンク）を拾って家に持って帰ったことで物語の発端を作る。
SKBEにさらわれたひろしとみさえを助けるため、ビクトリアや半分動物化したかすかべ防衛隊の面々と共にSKBEの基地へ乗り込む。物語の終盤で自ら人類動物化ドリンクを飲み、象（と言ってもぬいぐるみのような小さな象）に変身し四膳に立ち向かう。
本作では全体的にお馬鹿な一面（得体の知れないドリンク（試作の変身ドリンク）を拾って持って帰る、動物化した両親を自慢しようとして防衛隊のみんなを誘う、SKBEのアジトに侵入してるのを忘れ敵の女性隊員にナンパをして捕まるなど）の他にみさえとの母子の絆も強調されている。
野原みさえ
しんのすけ達の母。しんのすけが偶然持って帰ってきた試作の人類動物化ドリンクを飲んで豹(またはジャガー)に変身し、SKBEに捕えられてしまう。
物語後半でしんのすけと再会するが、その時には既にしんのすけの記憶と人間の意識を失い完全に動物になってしまう。この事で人語は喋らず豹の鳴き声をあげる。四膳の命令でしんのすけに襲い掛かる。だがあることがきっかけでしんのすけの記憶と人間の意識を取り戻し、その後はしんのすけやかすかべ防衛隊に協力してSKBEに立ち向かう。
豹に変身した事で身軽になり、戦闘力はより強化された。
野原ひろし
しんのすけ達の父。しんのすけが偶然持って帰ってきた試作の人類動物化ドリンクを飲んで鶏に変身し、SKBEに捕えられてしまう。
その後は人間の意識を失って完全に動物になってしまうが、四膳との最終決戦の際に人間としての記憶や意識を取り戻し、しんのすけやみさえと共に動物化した四膳との戦いに挑む。
小柄な鶏に変身した為戦闘力はまるでなく、それどころか鶏の習性を利用した罠にひっかかってしまうなど、あまり目立った活躍はしていない。
野原ひまわり
しんのすけの妹。兄のしんのすけに連れられて共にSKBEの基地へ向かう事になる。
物語の中盤にSKBEの基地でシロと共にしんのすけらとはぐれてしまうが、その途中で人類動物化ドリンクを飲んだことでシロクマに変身。物語の終盤で動物化した四膳に苦戦していた野原一家に加勢し、シロクマの巨体を活かして一気に形勢を逆転させた。
かすかべ防衛隊
しんのすけの友人達。しんのすけからひろし達が動物になったと聞かされ、野原宅にやってきた際にひろし達と共にSKBEに捕えられてしまう。
その後ビクトリアの助けもあってSKBEの下から逃げ出したが、その途中で失敗作の人類動物化ドリンクを飲んだため、半分動物化してしまう（変身した動物はそれぞれ風間トオルがペンギン、桜田ネネがウサギ、佐藤マサオがコウモリ、ボーちゃんがオオセンザンコウ）。その後はひろし達を助けに行こうとするしんのすけに協力し、動物化したことで得たそれぞれの特技を生かしてSKBEと戦いを繰り広げた。

### 本作オリジナルのキャラクター
四膳守（しぜん まもる）
カスカベ市ふたば町の新しい町長に就任した男。しんのすけを初めとする町民に極端に過剰な環境保全活動を呼びかけ、自ら率先して環境運動を行うエコロジスト。
だが、その裏の顔は過激な環境保全組織「Save Keeping Beautiful Earth（通称：SKBE（スケッベ））」のリーダーであり、環境破壊に歯止めをかけるために「人類動物化計画」を発案した本作の黒幕。自ら開発した『人類動物化ドリンク』で全人類を動物化する前段階としてカスカベの住民達を動物に変えてしまう（人間に戻れるドリンクも開発している）。エコの為か、全裸に股間のみ木の葉で隠しており、見た目はほとんど裸である。
物語後半で人類動物化ドリンクの強化版である「人類動物化ドリンクDX」を飲んで自身も動物に変身。神獣リオンデス（体はライオン、牛の角、蛇の尻尾、荒鷲の翼）に変身し、しんのすけ一家と対決する。
元々はエコに興味が無かった妻である良子（ビクトリア）のために環境保全活動を始めた（「良子動物化計画」）のだが、やがてそれが過激な環境保全組織を結成するまでに発展していたというのがSKBE結成（「人類動物化計画」）の理由だった。最後は自分の過ちに気づき良子と和解し、新たなる環境保全のために心を入れ直し、人間に戻れるドリンクで住民達を人間に戻した。
第25作『襲来!!宇宙人シリリ』では、しんのすけが立ち寄った銭湯の中のお湯が出るモニュメントとして動物形態の姿で登場している。

ビクトリア
しんのすけが出会った謎の美女。19歳。SKBEの計画を阻止しようと彼らを追っているらしいが、詳細は不明。全身ブランド品に身を包み、燃費の悪いアメ車やバイクを乗りこなし、手榴弾や無反動砲などの武装を使いこなす。クールな性格であるが、エコに興味は示さず服をたくさん買う、しんのすけのシャンプーを全部使うなど過剰な消費思考とそれに伴う無駄遣いを好む。
その正体は四膳守の妻で、本名は「四膳良子（しぜん よしこ）」。元々エコに興味を持っていなかった自分のために守が環境保護活動に着手し、やがてそれが過激な環境保全組織を結成するまでに発展したことを知り、暴走する守を止めようとしていた。
名前はしんのすけに名前を聞かれた際に持っていた「ビクトリア温泉」と書かれたタオルからとった。

ブンベツ
スケッベの幹部の一人。物語の序盤でひろしとみさえを連れ去った。馬のような容貌が特徴で、本人はこの容貌を気にしている。エコの為か全裸に古新聞でできたパンツをはいている。名前の通り、とてもキレイ好きでゴミを分別し始めると止まらなくなってしまう。
物語の後半でしんのすけたちがSKBEの基地に入ってきた際に彼らを見つけ追跡するが、途中で散らばったゴミを分別し始めた所を見た風間たちにゴミを分別している隙を突かれ、粗大ゴミ捨て場へと落とされた。基地爆破後に消息不明。

マイハシ
スケッベの女幹部。他の幹部のようなエコに配慮した半裸ではなく、和をイメージしたセクシーな赤い衣装を着ており、箸をかんざし代わりにして髪をまとめている。箸を使わせたら埼玉では一番らしく、巨大な箸を武器に戦闘に挑む。表向きの活動では他の女幹部たちを率いて募金活動を行っている。また「動物は檻へ」などと環境保護団体らしくない言動もある。
物語後半でしんのすけ・みさえと対峙し二人を圧倒したが、しんのすけにセクハラまがいの攻撃をされたうえに武器の巨大箸をおしりによる真剣白刃取りで受け止められ、その隙にみさえの攻撃を受けて倒された。その後は消息不明。

ジェロ
スケッベに捕らわれ、無理やりエコを連呼するイメージソングを歌わされていた黒人演歌歌手。ワサビが苦手らしい。動物化ドリンクで黒豹になった。
ただし後述のテレビ放送版では登場していない。

## キャスト
- 野原しんのすけ（ゾウ） - 矢島晶子
- 野原みさえ（ヒョウ） - ならはしみき
- 野原ひろし（ニワトリ） - 藤原啓治
- 野原ひまわり（シロクマ） - こおろぎさとみ
- シロ / 風間くん（ペンギン） - 真柴摩利
- ネネちゃん（ウサギ） - 林玉緒
- マサオくん（コウモリ） - 一龍斎貞友
- ボーちゃん（オオセンザンコウ） - 佐藤智恵
- ビクトリア（四膳良子） - 後藤邑子
- ブンベツ - 山本高広
- マイハシ - 折笠愛
- SKBEボーイズ - 高城元気、小田敏充、東龍一、福崎正之
- SKBEガールズ - 瀬那歩美、那須めぐみ、足立友
- 園長先生（ヒツジ） - 納谷六朗
- よしなが先生（イヌ） - 高田由美
- まつざか先生（キツネ） - 富沢美智恵
- 上尾先生（ハムスター） - 三石琴乃
- となりのおばさん（カバ） - 鈴木れい子
- 風間ママ（ペンギン） - 玉川紗己子
- 部長 - 郷里大輔
- 団羅座也（オランウータン） - 茶風林
- 氷川台きよし - 楠見尚己
- 運転手 - 大西健晴
- ふかづめ竜子（ナマケモノ） - 伊倉一恵
- 魚の目お銀（ナマケモノ） - 星野千寿子
- ふきでものマリー（ナマケモノ） - むたあきこ
- 四膳守 - 山寺宏一
- ジェロ - ジェロ

## スタッフ
- 原作 - 臼井儀人（らくだ社）
- 脚本 - 静谷伊佐夫
- 作画監督 - 原勝徳、針金屋英郎
- キャラクターデザイン - 原勝徳、末吉裕一郎
- 美術監督 - 森尾麻紀、西村隆
- 色彩設計 - 野中幸子
- 撮影監督 - 梅田俊之
- 編集 - 小島俊彦
- ねんどアニメ - 石田卓也
- 音響監督 - 大熊昭
- 音楽 - 若草恵、荒川敏行、丸尾稔
- チーフプロデューサー - 和田泰、杉山登、松下洋子、中島一基
- 監督 / 演出 - しぎのあきら

- 絵コンテ - しぎのあきら、中村憲由
- 演出助手 - 髙橋渉
- 動画チェック - 小原健二
- 色指定 - 蝦名佳代子
- 動画 - じゃんぐるじむ、ディオメディア、OH!プロダクション、アニメスポット、たくらんけ、Triple A、FAI、ラジカルパーティー2、ノーサイド、動画工房
- 仕上 - ライトフット、トレーススタジオM、オフィスフウ、Wish
- 特殊効果 - 干場豊（アニメフィルム）
- 背景 - スタジオユニ、アトリエローク 07
- コンポジット撮影 - アニメフィルム
- 撮影協力 - ライトフット
- CGI - つつみのりゆき
- 音響制作 - AUDIO PLANNING U
- 効果 - フィズサウンドクリエイション、松田昭彦、原田敦、西村睦弘
- 録音スタジオ - APU MEGURO STUDIO
- ミキサー - 大城久典
- アシスタント・ミキサー - 小沼則義
- 音響演出助手 - 浦上靖之
- 音響制作デスク：穂積千愛
- 音楽協力 - イマジン、斎藤裕二、マサル
- 音楽エンジニア - 中村充時
- ドルビーフィルム・コンサルタント - 河東努、森幹生、コンチネンタルファーイースト（株）
- デジタル光学録音 - 西尾曻
- オープニングねんどクルー - 石田尚美、折無蓮、松本智子、宮島忠
- エンディングアニメーション - 末吉裕一郎
- 編集 - 岡安プロモーション、三宅圭貴 / 中葉由美子、村井秀明、藤本理子
- 撮影データ管理 - 柏原健二
- 現像 - 東京現像所
- HD編集 - 金高明宏、山本洋平、金沢佳明、野本健一
- フィルムレコーディング - 増田悦史
- タイミング - 井出義雄
- ラボ・コーディネート - 井上純一
- ラボ・プロデューサー - 加藤善仁
- タイアップ協力 - ADK、小川邦恵　堤直之
- 制作進行 - 鈴木洋介、鈴木健一、中村和喜、國安真一
- 制作デスク - 山崎智史、馬渕吉喜
- プロデューサー - 吉田有希、梶淳（テレビ朝日）、鶴崎りか（ADK）、鈴木健介（双葉社）
- 制作 - シンエイ動画、テレビ朝日、ADK、双葉社

## 主題歌
- オープニングテーマ - 『ユルユルでDE-O!』
  - 作詞 - ムトウユージ / 作曲 - 中村康就 / 編曲 - 岩崎貴文 / 歌 - のはらしんのすけ（矢島晶子）
- エンディングテーマ - 『やんちゃ道』
  - 作詞・作曲：中村中 / 編曲 - 鈴木豪 / 歌 - ジェロ（ビクターエンタテインメント）

## DVD・Blu-ray
- DVD - 2009年11月25日にバンダイビジュアルより発売。
- Blu-ray - 2023年10月27日にバンダイビジュアルより発売。

## テレビ放送
- 2010年4月9日にテレビ朝日系列で、テレビ版に編集したものを19:00〜20:54で放送。